# Frisbee (canal de televisão)
Frisbee é um canal de televisão italiano voltado ao público pré-escolar de 3 a 6 anos de idade, de propriedade da Discovery Italia.

## História
O Frisbee foi lançado pela Switchover Media em 12 de junho de 2010. O canal foi comercializado para um público masculino como "Canal dos Heróis".
Em 30 de junho de 2013 o canal foi adquirido pela Discovery Communications, e teve seu público alvo alterado para atingir o público feminino e mudou sua proporção para 16:9.
Em 30 de abril de 2015, o canal mudou novamente a marca e mudou seu foco para um público geral de 4 a 9 anos.

## Programas
De 2011 a 2015, quase todos os programas exibidos eram haviam pertencido ao extinto canal Jetix. Os principais programas de desenho do Frisbee foram Transformers: Robots in Disguise, Spider-Man: The Animated Series, MegaMan NT Warrior e Sonic X.
A programação atual é focada em crianças que estão na pré-escola, apresentando programas como Curious George. Até meados de 2019 existia o bloco FRISBEEMINI que exibia programas voltados para pré-escolares, porém foi retirado em função do canal se tornar voltado exclusivamente para esse público. O canal vem se destacando por sua alta audiência.